# Joya Chica
Joya Chica är en ort i Mexiko.   Den ligger i kommunen Ixhuatlán de Madero och delstaten Veracruz, i den sydöstra delen av landet, 180 km nordost om huvudstaden Mexico City. Joya Chica ligger 167 meter över havet och antalet invånare är 563.
Terrängen runt Joya Chica är kuperad åt sydväst, men åt nordost är den platt. Runt Joya Chica är det ganska tätbefolkat, med 96 invånare per kvadratkilometer. Närmaste större samhälle är La Ceiba, 10,5 km öster om Joya Chica. Omgivningarna runt Joya Chica är en mosaik av jordbruksmark och naturlig växtlighet.